# Colonești (Bacău)
Coloneşti è un comune della Romania di 2 229 abitanti, ubicato nel distretto di Bacău, nella regione storica della Moldavia.
Il comune è formato dall'unione di 6 villaggi: Călini, Colonești, Sâu Nou, Spria, Valea Mare, Zapodia.